# Antre corycien
- Cet article traite de l'antre corycien, en Grèce ;
- Pour les cavités jumelles nommées Cennet et Cehennem, en Cilicie (Turquie), voir Grottes coryciennes.

L'antre corycien (grec ancien : Κωρύκιον ἄντρον) est une grotte située sur les pentes du mont Parnasse, en Grèce. Son nom vient de la nymphe Corycia. Elle est aussi référencée sous le nom moderne de Sarantavli, qui signifie « quarante pièces ». Cet antre, consacré dans l'Antiquité aux Corycides et aux Muses, était également un lieu de culte de Pan.
Strabon, dans sa Géographie (9.3.1), écrit :

« L'ensemble de la région du Parnasse est considéré comme consacré [à Apollon], car on y trouve des grottes et d'autres lieux qui sont honorés et considérés comme sacrés. La plus célèbre et la plus belle d'entre elles est Korykion, une grotte de la nymphe au même nom que celle en Kilikia [en Asie Mineure]. »

Pausanias dans sa Description de la Grèce décrit l'antre ainsi :

« À soixante stades ou environ au-dessus de Delphes, en montant au sommet du Parnasse, on trouve une statue en bronze, et on monte de là à l'antre corycien par un chemin praticable non seulement pour les gens de pied, mais encore pour les mulets et les chevaux. J'ai déjà dit un peu plus haut que cet antre avait pris son nom de la nymphe Corycia. De toutes celles que j'ai vues, cette grotte me paraît la plus admirable.[...] Mais l'antre corycien dépasse en taille ceux que j'ai pu citer, et on peut faire le tour de la plus grande partie de la caverne sans l'aide de torche. Le toit est suffisamment haut par rapport au sol, et l'eau, perlant de sources, mais surtout ruisselant du plafond a laissé des traces de gouttes très visibles sur le sol un peu partout dans la caverne. Les habitants autour de Parnasse considèrent cet endroit comme sacré et le dédient aux cultes des Corycides mais aussi de Pan. »

L'identification de la grotte ne date que du début du XIXe siècle ; elle était auparavant parfois confondue avec une autre cavité située plus près de Delphes.
Des fouilles effectuées par des archéologues français en 1969 ont révélé pléthore d'objets antiques dont une figurine mâle rare du Néolithique, de tessons de céramique mycénienne, des flûtes en os, des anneaux de bronze et de fer, des statues miniatures en bronze, 50 000 figurines en terre cuite de la période classique et 24 000 astragaloi, ou « osselets » (utilisés en astragalomancie, ou « divination par les osselets »). 
En cas de troubles, les Parnassiens se réfugiaient dans cette grotte, que ce soit pour fuir les Perses (Hérodote, 8.36) au Ve siècle av. J.-C., les Turcs durant la guerre d'indépendance grecque, ou encore les Allemands en 1943.
Le roi Othon et la reine Amalia y ont fait une visite royale, accompagnés par cent porteurs de torches, pour voir les deux chambres de l'énorme caverne, longue de 60 m, large de 26 m pour 12 m de hauteur.
En 1981, Pierre Amandry, spécialiste français de la Grèce antique, a consacré plusieurs publications à cet antre, dont L'Antre corycien dans les textes antiques et modernes  (version intégrale).
Dans les temps modernes, la grotte a été un lieu de refuge pour la population environnante lors des invasions étrangères, par exemple des Perses ( Hérodote , 8.36) au 5ème siècle av. J.-C., des Turcs pendant la guerre d'indépendance grecque et des Allemands en 1943.
Aujourd'hui, la grotte corycienne est une attraction touristique remarquable pour ceux qui voyagent à Delphes. 
La grotte abrite une espèce endémique de pseudoscorpions appelée Chthonius apollinis.

## Géographie
La grotte corycienne est la plus grande grotte de la région de Delphes. Les voyageurs des siècles passés décrivent la grotte corycienne comme située dans « ... une grande dépression ovale avec de hautes parois rocheuses, où pousse le meilleur safran ; elle est remplie d'une forêt agréable et ombragée... ". La grotte s'est formée après l'effondrement d'un système de grottes plus ancien, probablement en raison d'un tremblement de terre. La composition de la grotte corycienne se compose de plaques de calcaire et de schiste, comme c'est le cas dans les nombreuses grottes de la région de Delphes. La grotte corycienne est composée de deux cavernes centrales et devient de plus en plus étroite à mesure qu'elle s'étend plus profondément. La longueur et la largeur de la première chambre sont d'environ 90 x 60 m et la hauteur est d'environ 50 m. La chambre est remplie de stalactites et de stalagmites, dont une, connue sous le nom de Table, présente une surface plane qui servait de dépôt aux offrandes des fidèles.

## Archéologie
La grotte corycienne a été fouillée en 1969 par l'helléniste français Pierre Amandry et son équipe de l'École française d'Athènes. Au cours des fouilles, ils ont trouvé de nombreux artefacts et récipients laissés par d’anciens fidèles. La majorité des objets découverts étaient fabriqués à partir d’os de bétail. Parmi eux, 22 000 osselets (astragaloi), provenant de moutons et de chèvres, étaient principalement utilisés dans les jeux de hasard, semblables aux dés modernes. Sur les 22 000 trouvés, 2 500 avaient été délibérément polis et percés afin qu'un fil de cuir puisse les traverser pour former un collier (36 étaient sertis en plomb et deux en or). Toujours dans la grotte corycienne, les archéologues ont trouvé une variété d'anneaux, figurines en bronze, céramiques et objets métalliques, ainsi que plusieurs instruments à vent comme l'aulos.
Les récipients étaient pour la plupart en os de cerf, de mouton et de chèvre, indiquant que la majorité des fidèles étaient des bergers, des chevriers et des chasseurs, si l’on considère la rareté des offrandes de plus grande valeur laissées dans la grotte.
Les premières traces d'habitation humaine dans la grotte corycienne remontent à la période néolithique, environ 4 000 ans avant notre ère. La grotte a été utilisée de temps à autre au cours de l'histoire plutôt que de manière continue. Pendant les guerres médiques, les habitants de l'ancienne Delphes ont utilisé la grotte corycienne comme lieu de refuge contre les envahisseurs perses.